# Rundblättriger Dost
|  | Dieser Artikel wurde aufgrund von formalen oder inhaltlichen Mängeln in der Qualitätssicherung Biologie zur Verbesserung eingetragen. Dies geschieht, um die Qualität der Biologie-Artikel auf ein akzeptables Niveau zu bringen. Bitte hilf mit, diesen Artikel zu verbessern! Artikel, die nicht signifikant verbessert werden, können gegebenenfalls gelöscht werden. Lies dazu auch die näheren Informationen in den Mindestanforderungen an Biologie-Artikel. |

Der Rundblättrige Dost (Origanum rotundifolium) ist eine Pflanzenart aus der Gattung Dost (Origanum) in der Familie der Lippenblütler (Lamiaceae). Er wird selten als Zierpflanze in Steingärten und alpinen Häusern genutzt.

## Beschreibung

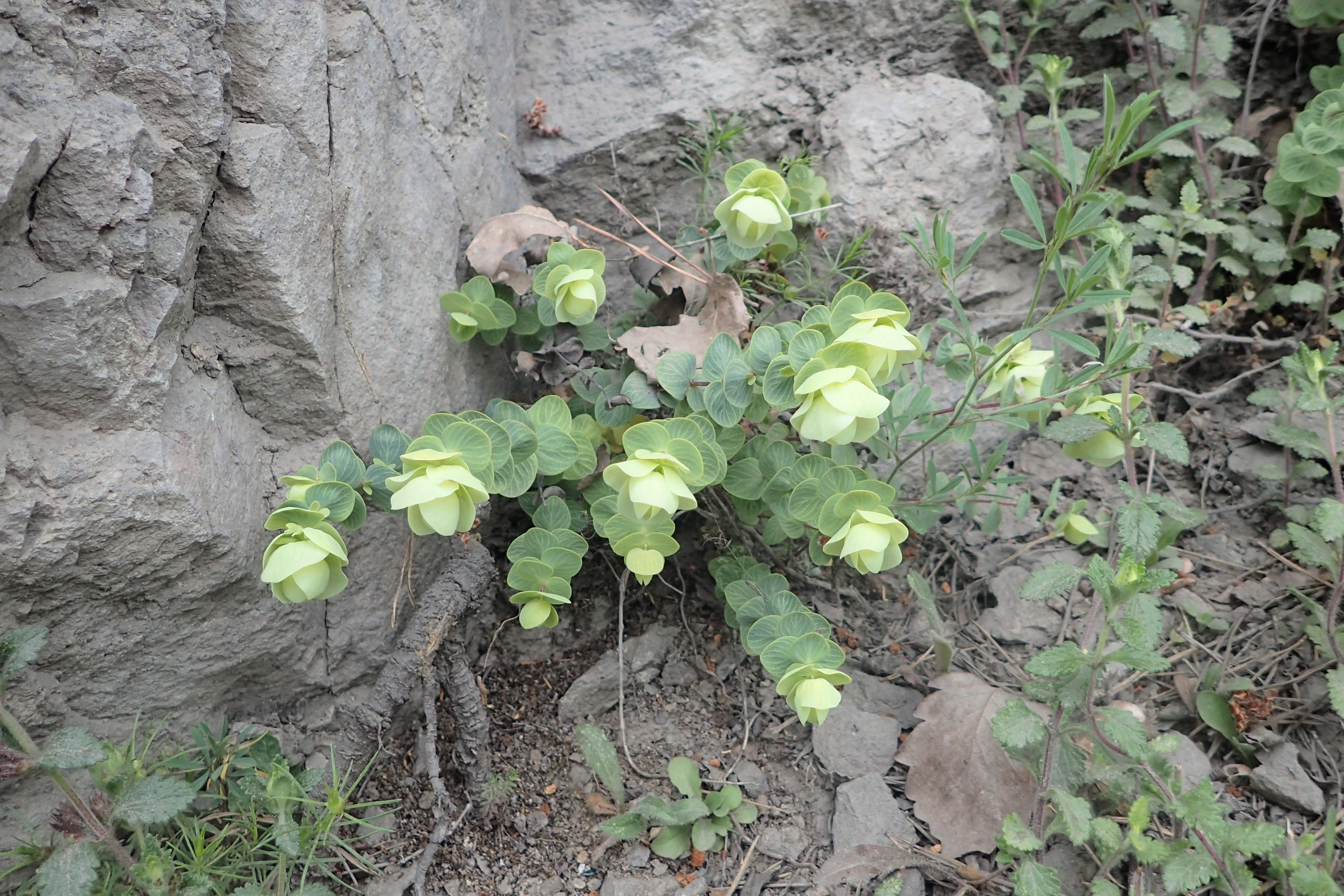
Habitus im Habitat

### Vegetative Merkmale
Der Rundblättrige Dost wächst als ausdauernde krautige Pflanze bis immergrüner Zwergstrauch, der Wuchshöhen bis 30 Zentimetern erreicht.

### Generative Merkmale
Seine Deckblätter sind 8 bis 25 Millimeter lang und gelblich-grün.
Die Blütezeit reicht von Juni bis August.

## Vorkommen
Der Rundblättrige Dost kommt in Georgien und der Nordost-Türkei vor. Er besiedelt Felsen und Felshänge in Höhenlagen von 250 bis 1300 Metern.